# Dicranum sordidum
Dicranum sordidum là một loài rêu trong họ Dicranaceae. Loài này được Wilson ex Mitt. mô tả khoa học đầu tiên năm 1859.